# Brabham BT39
Brabham BT39 – samochód Formuły 1 skonstruowany przez Brabhama. Nigdy nie wziął udziału w wyścigu.

## Historia
Brabham BT39 powstał na podstawie monocoque Brabhama BT38 F2. Zbiorniki paliwa zostały wzięte z Brabhama BT34. W bolidzie został zamontowany silnik Weslake V12. Bolid był testowany pod koniec lata 1972 roku. Testy pokazały rozczarowującą moc silnika.